# Morales de Guerrero
Morales de Guerrero är en ort i Mexiko.   Den ligger i kommunen Tototlán och delstaten Jalisco, i den centrala delen av landet, 400 km väster om huvudstaden Mexico City. Morales de Guerrero ligger 1 549 meter över havet och antalet invånare är 146.
Terrängen runt Morales de Guerrero är kuperad åt nordväst, men åt sydost är den platt. Runt Morales de Guerrero är det ganska tätbefolkat, med 155 invånare per kvadratkilometer. Närmaste större samhälle är Tototlán, 3,4 km väster om Morales de Guerrero. Trakten runt Morales de Guerrero består till största delen av jordbruksmark.